# Sighty Crags
Sighty Crags är ett berg i Storbritannien.   Den ligger i grevskapet Northumberland i England, i den centrala delen av landet, 400 km norr om huvudstaden London. Sighty Crags ligger 518 meter över havet. På kullens krön finns markanta sandstensklippor. Närmaste större samhälle är Newcastleton, 13,5 km väster om Sighty Crags. 